# Vera Albreht
Vera Albreht (ur. 12 lutego 1895 w Kršku, zm. 25 maja 1971 w Lublanie) – słoweńska poetka, pisarka, publicystka i tłumaczka.

## Życiorys
Vera Kessler urodziła się w zamożnej rodzinie. Matka Marija Kessler z domu Trenz była Niemką, a ojciec Rudolph Kessler był Słoweńcem. Po urodzeniu Very rodzina przeprowadziła się do Novego Mesta, a w 1906 rodzina do Lublany. W ich domu bywali m.in. Ivan Cankar i Oton Župančič, Vladimir Levstik, Hinko Smrekar, Etbin Kristan. Po ukończeniu liceum w Lublanie Vera rozpoczęła studia na Akademii Ekonomicznej (Vienna Export Academy), ale z powodu wybuchu I wojny światowej nigdy nie skończyła nauki. Zamieszkała u siostry w Jesenice. Tam poznała Fran Albrehta i w 1919 roku wyszła za niego mąż. Pracowała w PEN Klubie, publikowała wiersze w pismach kobiecych. Wstąpiła do Międzynarodowej Ligi Kobiet na rzecz Pokoju i Wolności.
Podczas II wojny światowej razem w ramach Frontu Wyzwolenia Ludu Słoweńskiego prowadzili audycje w Radiu Kričač. W 1944 roku Vera została wywieziona do obozu w Ravensbrück. Po wojnie przeniosła się z mężem do Lublany, gdzie pracowała jako publicystka i tłumaczka. Zmarła w Lublanie. Została pochowana na cmentarzu Žale.

## Twórczość
Proza
- 1957 – Lupinica
- 1960 – Nekoč pod Gorjanci
- 1964 – Babica in trije vnučki

Poezja
- 1950 – Mi gradimo
- 1950 – Orehi
- 1955 – Vesela abeceda
- 1958 – Živali pri delu in jelu
- 1965 – Pustov god
- 1967 – Jutro
- 1967 – Pri igri
- 1967 – Večer
- 1969 – ABC
- 1972 – Mornar
- 1972 – Slikarka
- 1977 – Ravensbriške pesmi
- 1978 – Dobro jutro

## Odznaczenia
- 1963 – Red zaslug za ljudstvo s srebrno zvezdo (Order za zasługi dla ludu ze złotą gwiazdą)[1]
- 1967 – Red bratstva in enotnosti (Order Braterstwa i Jedności)[1]